# Aphnaeus kuyanianus
Aphnaeus kuyanianus är en fjärilsart som beskrevs av Matsumura 1929. Aphnaeus kuyanianus ingår i släktet Aphnaeus och familjen juvelvingar. Inga underarter finns listade i Catalogue of Life.